# Тохтасун, Имид Тохтасунович
Имид Тохтасунович Тохтасун (Тохтахунов) (род.  5 марта в 1965 году в селе Сункар Уйгурского района Алматинской области республики Казахстан) всю свою профессиональную деятельность посвятил спорту. Имеет очень много спортивных наград и титулов по боксу, Ушу Саньда и восточному единоборству. 
Обладатель четырёх чемпионских поясов среди профессионалов, Мастер спорта Международного класса и Заслуженный тренер Республики Казахстан.

## Биография
Имид Тохтасун (Тохтахунов) родился  5 марта 1965 года в большой дружной многодетной семье, в селе Сункар Уйгурского района Алматинской области республики Казахстан.
Имеет семь братьев и пять сестёр.
1972-1980 год обучался в Сункарской средней общеобразовательной школе.
1980-1984 годы  успешно закончил Алма-Алматинский строительный техникум по специальности «Промышленное и гражданское строительство».
1984-1986 годы служил в рядах Советской армии .
1986-1991 годы закончил Алма-Алматинский Архитектурно-строительный институт по специальности  «Промышленное и гражданское строительство » с квалификацией «Инженер -строитель ».
В 1998 году поступил в Казахский Академический университет, в 2004 году окончил полный курс Академии экономики и права по специальности «Юриспруденция » с квалификацией юрист.
В 2011 году окончил Казахскую Академию спорта и туризма  по специальности  «Физическая культура и спорт».
Всю свою профессиональную деятельность посвятил спорту . Имеет очень много спортивных наград и титулов по боксу, Ушу Саньда и восточному единоборству.

## Награды
Обладатель четырёх чемпионских поясов среди профессионалов.
Мастер спорта Международного класса и Заслуженный тренер Республики Казахстан.
Неоднократный чемпион РК по Ушу Саньда.
Чемпион Открытого чемпионата Киргизии по кикбоксингу.
Чемпион Средней Азии , Казахстана  и СНГ среди профессионалов по Ушу Саньда.
Шестикратный Чемпион Международного турнира «Кыргыз-Жер среди профессионалов по свободному спаррингу » в городе Бишкек.
Серебряный призёр Чемпионата мира по Ушу Саньда 1995 года, г. Балтимор, США.
Бронзовый призер Чемпионата мира по Тайскому боксу 1996 года, г. Бангкок, Таиланд.
Чемпион Открытого Чемпионата мира среди профессионалов по Ушу Саньда 1997 года, г. Сан-Франциско, США.
Чемпион Азии по Ушу Саньда 2000 года, г. Ханой. Вьетнам.
Бронзовый призёр Чемпионата мира по Ушу Саньда среди профессионалов 2011 года, г. Италия.

## Ученики
Шатлыкжан Хамраев, 1977 г.р. МСМК 
двухкратный чемпион мира по кикбоксингу, Греция  остров Кос, Родос,
чемпион мира по рукопашному бою, Казахстан, Алматы,
победитель множества международных турниров.
Мухаммеджан Курбанов, 1977 г.р. МСМК
двухкратный чемпион мира по кикбоксингу и тайскому боксу, Греция.
Долкун Маметов, 1980 г.р. МСМК 
чемпион мира по кикбоксингу, Греция,
чемпион мира по тайскому боксу Россия, г. Ялта.
Халилов Ахтам, 1984 г.р. МСМК 
чемпион мира по кикбоксингу, Греция.
Шухрат Кудайбердиев, 1985 г.р. МСМК 
Серебряный призёр чемпионата мира,
многократный чемпион Казахстана по Ушу Саньда и кикбоксингу.
Азиз Талипов, 1983 г.р. МСМК 
бронзовый призёр чемпионата мира по кикбоксингу,
много кратный чемпион Казахстана по кикбоксингу.
Айтахунов Рахимжан, 1986 г.р. МСМК 
серебряный призёр чемпионата мира по кикбоксингу,
победитель многих международных турниров.
Рустам Кебиров, 1985 г.р. МСМК 
серебряный призёр чемпионата мира по кикбоксингу,
победитель многих международных турниров.
Изим Избаки, 1994 г.р. МСМК 
бронзовый призёр чемпионата мира по кикбоксингу Будапешт 2018 г.
Избакиев Азиз, 1989 г.р. МС по боксу
победитель многих международных турниров по профессиональному боксу, США, китай и Казахстан
Муралимов Ахрор, 1987 г.р. МСМК 
победитель многих международных турниров по боксу в США,
обладатель пояса WBA.
Мамаджанов Баходир, 1987 г.р. МСМК 
победитель многих международных турниров по профессиональному боксу в США,

обладатель пояса WBA.
1. ↑  ТОХТАХУНОВ Имит Тохтасунович | ЦентрАзия. centrasia.org. Дата обращения: 26 июля 2024. Архивировано 26 июля 2024 года.